# 加拿大自由意志党
加拿大自由意志党（英語：Libertarian Party of Canada）是加拿大的一个联邦政党，成立于1973年。该党支持加拿大各地以古典自由主义为原则的自由意志主义运动。该党的任务是减少政府的规模、范围和成本。该党主张的政策包括终止毒品禁令、结束政府审查、降低税收、保护枪支权利和不干预主义。